# Night Swim
Night Swim är en amerikansk thriller-skräckfilm från 2024. Den är regisserad av Bryce McGuire som också skrivit filmens manus tillsammans med Rod Blackhurst. Filmen är baserad på en kortfilm från 2014 med samma namn.
Filmen hade biopremiär i Sverige den 23 februari 2024, utgiven av Universal Pictures.

## Handling
Filmen kretsar kring en kvinna som varje natt simmar i en swimming pool som är hemsökt av en ond ande.

## Rollista (i urval)
- Wyatt Russell – Ray Waller
- Kerry Condon – Eve Waller
- Amélie Hoeferle – Izzy Waller
- Gavin Warren – Elliot Waller
- Nancy Lenehan – Kay
- Jodi Long – Lucy Summers
- Eddie Martinez – Coach E
- Ellie Araiza – Angel[12]